# Edge Computing
Edge Computing bezeichnet im Gegensatz zum Cloud Computing die dezentrale Datenverarbeitung am Rand des Netzwerks, der sogenannten Edge (englisch für Rand oder Kante). Fog Computing ist eine Form von Edge Computing. Oft werden auch Begriffe wie Local Cloud bzw. Cloudlet genutzt.

## Beschreibung
Beim Edge Computing werden Computer-Anwendungen, Daten und Dienste von zentralen Knoten (Rechenzentren) weg verlagert. Der Begriff bezieht sich darauf, dass beim Edge Computing die relevanten Operationen am „Rand“ des Netzwerkes geschehen, also in der Netzwerkperipherie. Diese Operationen können die Erfassung, Aggregation, Aufbereitung und Analyse von Daten bedeuten. Die Berechnungen werden dabei dezentral dort vorgenommen, wo die Daten tatsächlich entstehen beziehungsweise erhoben werden.
Ziel ist es, dass Datenströme ressourcenschonend zumindest teilweise an Ort und Stelle (z. B. direkt am Endgerät oder innerhalb einer Fabrik) verarbeitet werden. In der näheren Vergangenheit wurde der Großteil der anfallenden Berechnungen in Rechenzentren durchgeführt. Allein durch die physische Distanz entstehen jedoch Verzögerungen in der Datenübertragung, die kurze Reaktionszeiten verhindern. Für eine Übertragung im Millisekundenbereich beispielsweise dürfte das Rechenzentrum nicht mehr als 100 Kilometer vom Entstehungsort der Daten entfernt sein. Indem der Ort der Berechnung physisch näher an den Ursprung der Daten rückt, können Reaktionszeiten deutlich verkürzt werden. Gleichzeitig können Daten, die für übergeordnete, globale Erkenntnisse relevant sind, vorgefiltert und nur in der tatsächlich benötigten Form an das Rechenzentrum übertragen werden, wodurch die verfügbare Bandbreite effizienter genutzt wird. Seinen Ursprung hat das Konzept des Edge Computing darin, dass bei Anwendungen des Internet of Things (IoT) die zu verarbeitenden Datenmengen sehr schnell steigen. Insbesondere bei Anwendungen, die Reaktionen in Echtzeit voraussetzen, ist eine Übertragung all der gesammelten Daten zur Aufbereitung im Rechenzentrum schlicht nicht mehr praktikabel. Indem zum einen die zu übertragenden Daten vorgefiltert werden und zum anderen Berechnungen direkt vor Ort in physischer Nähe zu den Sensoren und Aktoren durchgeführt werden, begegnet Edge Computing den zwei großen Herausforderungen des Internet of Things: Bandbreitenausnutzung und Echtzeitreaktionen.
Dieser Ansatz bietet sich an beim Einsatz von Ressourcen, die nicht permanent mit einem Netzwerk verbunden sind wie Controller, Notebooks, Smartphones, Tabletcomputer und Sensoren. Edge Computing beinhaltet zahlreiche Techniken wie Sensornetze, mobile Datenerfassung, mobile Signaturanalyse, Peer-to-Peer- sowie Ad-hoc-Vernetzung. Bei Fog Computing liegt der Fokus allerdings weniger auf den Endgeräten, sondern vielmehr darauf, die Cloud-Ressourcen näher zu den Anwendungen zu bringen (Dezentralisierung).

„Die Intelligenz von Datenerfassungsgeräten und Sensoren ist erheblich gewachsen und dezentraler geworden. Die Verarbeitungselemente rückten dabei näher an den Sensor. Aber nicht nur die Messgeräte wurden intelligenter. Auch intelligente Sensoren kamen auf, die das Sensorelement, die Signalkonditionierung, die Embedded-Verarbeitung und die digitale Schnittstelle (das Bussystem) in einem extrem kleinen Formfaktor bzw. System vereinen.“

### Ziele der Technik
Die bereits angesprochene Verzögerung durch den geografischen Abstand zwischen Einsatzort und Rechenzentrum kann insbesondere in der Industrie Geschäfts- und Produktionsprozesse erheblich beeinträchtigen. Bereits 2014 erklärte Ciscos Chef der 2 Internet-of-Things-Sparte Guido Jouret: „Wir verschwenden Zeit und Bandbreite, wenn wir alle Daten von IoT-Devices erst in die Cloud und dann die Antworten wieder zurück ins Netz spielen.“
Gemäß einer Untersuchung der International Data Corporation (IDC) von 2018 soll der Anteil der Echtzeitdaten bis 2025 auf 30 Prozent der verarbeiteten Daten steigen. Mit der voranschreitenden Verbreitung von IoT steigt die generierte Datenmenge und die „Echtzeit-Relevanz neuer Daten wächst noch schneller als die Datenmenge selbst“. Mit dem steigenden Anteil an Echtzeitdaten wiederum steigt auch die Bedeutung von Edge Computing. Weiterhin ging aus einer Umfrage durch den Anbieter von IT-Infrastrukturlösungen Vertiv aus dem Jahr 2019 hervor, dass 53 % der Umfrageteilnehmer, welche bereits Edge Computing verwendeten, mit einem deutlichen Anstieg der Nachfrage von Edge-Computing-Standorten von durchschnittlich 226 Prozent bis 2025 rechneten. Auch wenn das ursprüngliche Ziel des Edge Computing „nur“ die Reduzierung der physischen Entfernung zu den Rechenzentren war, auch um Übertragungskosten zu reduzieren, tragen das „rasante Wachstum des Internet of Things (IoT) und die Entstehung neuartiger Applikationen, die Daten in Echtzeit benötigen, […] dazu bei, dass Edge-Computing-Systeme immer wichtiger werden und immer häufiger gefragt sind“.
Die Dimension der anfallenden Datenmengen kann man sich anhand eines lebensnahen Beispiels verdeutlichen: Innerhalb von nur 30 Minuten Flugzeit erzeugt eine einzelne Flugzeugturbine etwa 10 Terabyte an Daten (das entspricht etwa 5.000 Stunden HD-Videos), die während des Flugs vor Ort verarbeitet werden müssen. Laut einem Bericht des Marktforschungsinstituts Gartner lag die geschätzte Zahl der weltweit verbundenen IoT-Geräte 2020 bei etwa 20,4 Milliarden. Auch bei der Vernetzung von Produktionsanlagen in der Industrie 4.0 mit der Informations- und Kommunikationstechnik spielt Edge Computing eine große Rolle. In diesem Zusammenhang ist auch die Erweiterung der herkömmlichen Speicherprogrammierbaren Steuerung (SPS) zum Edge Controller zu sehen.

### Edge Controller
Beim Edge Controller handelt es sich um eine Form der speicherprogrammierbaren Steuerung (SPS), bei der die Verarbeitungselemente näher an den Sensor heranrücken und deren Daten dadurch schnell analysiert und gefiltert werden können. Als lokaler Controller ist er in der Lage, das Datenaufkommen in dezentralen Rechenzentren zu verringern. Dabei unterscheidet sich der Edge Controller von der herkömmlichen SPS hauptsächlich durch die größere Datenverarbeitungskapazität, was durch den Einsatz von Multicore-Prozessoren mit hoher Rechenleistung erreicht wird.

„Edge-Controller sind Geräte, die die Anwendung von Cloud-Techniken in Produktionshallen und bei Maschinen ermöglichen.“

### Fog Computing
Fog Computing ist eine Form von Edge Computing, bei der die Daten nach Wichtigkeit vorverarbeitet werden und über externe Knoten und Gateways an den Server weitergeleitet werden. Im Unterschied zu normalem Edge Computing wird bei Fog Computing noch eine weitere Schicht hinzugefügt, die sogenannte Fog Layer.

### Vorteile
Der größte Vorteil des Edge Computing ist die Echtzeitfähigkeit der Datenerhebung und -verarbeitung. Da immer mehr Unternehmen Echtzeit-Applikationen anbieten, ist dieser Vorteil für sie oft erfolgskritisch. Indem Daten vorgefiltert und -verarbeitet werden, sodass weniger Daten tatsächlich an das Rechenzentrum gesendet werden, werden die vorhandenen Leitungen weniger stark ausgelastet. Das hat unmittelbare finanzielle Auswirkungen, da die Unternehmen Kosten sparen können „in Sachen Bandbreite, Datenvolumen und Cloud-Speicherplatz“, wenn die Datenverarbeitung lokal vorgenommen wird.
Im ländlichen Raum kann jedoch noch hinzukommen, dass die Netzanbindung schlicht nicht ausreichend ist, um ständig große Datenmengen hochzuladen, sodass beispielsweise Cloud Computing für viele Unternehmen im ländlichen Raum schlicht nicht möglich ist. Für diese Unternehmen kann es sehr wertvoll sein, durch die dezentralisierte Edge-Infrastruktur ihre Bandbreite für andere Dinge zu sparen. Das heißt jedoch nicht, dass nicht auch die Vorteile des Cloud-Computing genutzt werden können, beispielsweise im Kontext von Künstlicher Intelligenz: Modelle, die in der Cloud erstellt und trainiert wurden, können trotzdem lokal ausgeführt werden.
Darüber hinaus hat die lokale Verarbeitung der Daten den Vorteil, dass vertrauliche Daten das lokale Netz des Unternehmens nicht verlassen müssen. Das ist sowohl relevant bei sensiblen firmeninternen Daten als auch bei Daten und Informationen, die aus rechtlichen oder regulatorischen Gründen (z. B. zur Einhaltung der DSGVO oder handelsrechtlicher Richtlinien) nicht auf ausländischen Servern gespeichert werden dürfen.
Die Vorteile des Edge Computing lassen sich folgendermaßen zusammenfassen:
- Minimierung von Latenzzeiten
- Minimierung von Lastzeiten
- Beschleunigung der Datenübertragung und -verarbeitung in der Cloud
- Einschränkung von Übertragungsverzögerungen und Serviceausfällen
- Ermöglichung von Echtzeitüberwachungen bzw. -services
- Umgehung von Bandbreitenbeschränkungen
- Reduzierung von Netzwerkkosten
- Verbesserte Kontrollierbarkeit vertraulicher Daten
- Skalierbarkeit

### Nachteile
Auch wenn Edge Computing essenzielle Vorteile bringt, die insbesondere im Kontext von IoT maßgeblich sind, gibt es doch einige Herausforderungen, derer man sich bewusst sein sollte.
Wie erwähnt ist ein Vorteil des Edge Computing eine bessere Kontrollierbarkeit vertraulicher Daten. Allerdings können Daten am Netzwerkrand sicherheitstechnisch auch ein Problem darstellen. Bei einer zentralisierten Verarbeitung durch ein Rechenzentrum bzw. eine Cloud kann man eher sicher sein, dass Vorkehrungen für höchste Sicherheitsstandards vorgenommen wurden und das System regelmäßig auf Schwachstellen überprüft und entsprechend aktualisiert wird. Bei einer dezentralisierten Verarbeitung in der Edge, bei der verschiedenste Geräte eingebunden sein können, trägt der Betreiber diese Verantwortung selbst. In jedem Fall müssen „die beteiligten IT-Spezialisten sich der potenziellen Sicherheitsgefahren von IoT-Devices bewusst“ sein, um sie entsprechend absichern zu können.
Um die Vorteile von Edge Computing nutzen zu können, müssen die Knoten, d. h. die Geräte, außerdem immer verfügbar sein. Bei Geräten, die weder vor einem Ausfall noch vor Missbrauch besonders gut geschützt sind, kann das jedoch schwierig sein. Selbst bei ständiger Verfügbarkeit der Knoten in der Edge muss auch die Zuverlässigkeit des Betriebs gewährleistet sein: Das System muss weiterlaufen können, auch wenn einzelne Netzwerkknoten ausfallen oder die Verbindung zum Rechenzentrum bzw. zur Cloud unterbrochen wird. Das kann eine Herausforderung darstellen, da die Anforderungen an Rechenleistung und Konnektivität der IoT-Geräte während des Betriebs schwanken können. Aber auch ohne aktive Internetverbindung muss das System mit gleicher Verlässlichkeit weiterlaufen, um einen unterbrechungsfreien Betrieb zu gewährleisten. Dies bedeutet zum einen, dass Reaktionen weiter ausgeführt werden können müssen, zum anderen sollten die Daten, die während der Ausfallzeit erhoben und verarbeitet werden, bei erneuter Verbindungsherstellung automatisch synchronisiert und der Betrieb normal fortgesetzt werden können.
Ein weiterer Nachteil des Edge Computing, der für viele Unternehmen ein Hindernis bei der Umsetzung sein könnte, ist die aufwändige Ersteinrichtung. Damit zusammen hängt auch der Fachkräftemangel. Selbst nach Einrichtung eines Edge Computing Systems braucht es geschultes Personal, das die Wartung vor Ort vornehmen kann, und da beim Edge Computing als dezentralem System mehr Standorte verwendet werden als bei zentralen Rechenzentren, sind entsprechend mehr Fachkräfte zur Wartung und zum Management des Edge Computing Systems notwendig.
Die Nachteile bzw. Herausforderungen des Edge Computing lassen sich folgendermaßen zusammenfassen:
- Sicherheit der Daten muss gewährleistet sein
- Zuverlässigkeit des Betriebs auch bei Verbindungsabbruch muss gesichert sein
- Ständige Verfügbarkeit der Geräte muss gewährleistet sein
- Aufwändige Ersteinrichtung
- Fachkräftemangel
- Unregelmäßiger Rechen- oder Speicherbedarf

## Einsatzgebiete
Die Einsatzbereiche für Edge Computing sind vielfältig. Besonders im industriellen Kontext ist Edge Computing sehr vielversprechend, so zum Beispiel in der Logistik (z. B. für das Flottenmanagement oder automatisierte Warenlager), in der Produktion (z. B. für den Einsatz von Predictive Maintenance und Digital Twins), in der Fabrikoptimierung und Gebäudeautomation.
Auch außerhalb der Industrie gibt es zahlreiche Einsatzszenarien für Edge Computing, bei denen die Echtzeitfähigkeit besonders relevant ist. Beispiele sind unter anderem autonomes Fahren, Augmented Reality und Smart Cities. Beim autonomen Fahren müssen sämtliche Berechnungen vom Fahrzeug selbst vorgenommen werden können, um nicht von der stabilen Verbindung zu einem Rechenzentrum abhängig zu sein. Auch sind kurze Reaktionszeiten essenziell, da es sonst zu Unfällen kommen kann. Dennoch kann das Fahrzeug nicht isoliert betrachtet werden, sondern muss mit seiner Umgebung kommunizieren und interagieren. Das autonom fahrende Fahrzeug ist also im Grunde ein „Edge Device“. Augmented Reality ist die „Verschmelzung von realer und digitaler Welt“. So kann zum Beispiel dem Träger einer AR-Brille die Realität angezeigt werden, jedoch überlagert durch zusätzliche digitale Informationen. Dabei ist zu gewährleisten, dass auch bei abrupten Kopfbewegungen „das digitale Bild den realen Objekten in Echtzeit folgen“ kann. Auch hier ist also eine verzögerungsfreie Übertragung eine grundlegende Voraussetzung. Die intelligente Verkehrssteuerung durch Videokameras ist ein Beispiel, wie Edge Computing im Kontext von Smart Cities zum Einsatz kommen kann. So könnte sich die Ampelschaltung an vielbefahrenen Straßen und Kreuzungen nach dem Verkehrsaufkommen richten oder nach Linienbussen, um den Fluss der öffentlichen Verkehrsmittel zu optimieren und ihre Nutzung damit attraktiver zu gestalten, und wenn ein Einsatzfahrzeug mit Blaulicht durch die Kameras registriert würde, könnte eine grüne Welle geschaltet werden, um eine schnellere Ankunft zu ermöglichen. Die Analyse und daraus resultierende Reaktion geschähen auch hier direkt vor Ort, ohne die Daten erst an ein Rechenzentrum senden zu müssen.

## Anwendungsbeispiele aus der Praxis
Es gibt bereits zahlreiche Anwendungsbeispiele aus der Praxis, in denen Edge Computing zum Einsatz kommt.
Ein alltägliches Beispiel ist die Gesichtserkennung aktueller Smartphones, die zum Einsatz kommt, um das Gerät zu entsperren. Ohne Edge Computing müsste das Gerät zunächst die Daten an eine Cloud-Instanz schicken und die Rückmeldung abwarten. Stattdessen kann der Algorithmus lokal auf dem Gerät ausgeführt werden und auch ohne aktive Verbindung das Gerät freischalten.
Ein Beispiel aus dem Bereich Smart Cities ist ein Projekt zum Autonomen Fahren in Ulm, an dem unter anderem Bosch und die Universität Ulm beteiligt sind. Da Kreuzungen für autonom fahrende Fahrzeuge besonders herausfordernde Situationen darstellen, wurde in diesem Kontext untersucht, „wie Sensoren in der Infrastruktur und schnell übermittelte Daten helfen“. Die in den Fahrzeugen selbst verbauten Sensoren reichen für die Erfassung komplexer Verkehrssituationen oft nicht aus, sodass vorhandene Verkehrsinfrastruktur verwendet wird, um Sensoren zu installieren. In Ulm wurden in einer Pilotanlage Video- und Lidar-Sensoren an Straßenlaternen installiert, um das Umfeld erfassen zu können. Auf diese Weise sollten auch verdeckte Fußgänger, kreuzende Fahrradfahrer und anfahrende Linienbusse vom System erkannt und die Information an das autonom fahrende Testfahrzeug weitergegeben werden können. Die Verarbeitung der Echtzeitdaten geschah dabei durch sogenannte „Mobile Edge Computing Server (MEC-Server), die in das Mobilfunknetz integriert sind“. Die erfassten Sensordaten werden mit den durch die Fahrzeugsensoren ermittelten Daten sowie HD-Kartenmaterial kombiniert, um ein „lokales Umfeldmodell der aktuellen Verkehrssituation“ zu erstellen und an die Fahrzeuge zu senden.
Ein Beispiel für Edge Computing aus dem industriellen Umfeld ist der Einsatz von Azure IoT Edge der Firma Microsoft für eine Predictive-Maintenance-Lösung bei Schneider Electric. Probleme an Gas- und Ölpumpen werden durch Predictive Analytics in Echtzeit erkannt und diese heruntergefahren, sobald ein Problem erkannt wurde – und zwar bevor die eigentlichen Schäden entstehen. Auf diese Weise werden gleichzeitig die Maschinen geschützt und Umweltschäden verhindert.
Einen ähnlichen Anwendungsfall stellt General Electric (GE) vor: Abhitzedampferzeuger sind extremen Bedingungen ausgesetzt, sodass es zwangsweise zu Materialermüdung kommt. GE nutzt Edge-Techniken, um die Lebenserwartung der Komponenten basierend auf Sensordaten zu schätzen.
Auch in der Landwirtschaft kann Edge Computing eingesetzt werden, wie das Projekt FarmBeats von Microsoft zeigt. Drohnen nehmen Bilder der Felder aus der Vogelperspektive auf und diese Bilder werden zunächst zusammengefügt und zu einer Heatmap kombiniert. Sensoren im Boden messen außerdem die Feuchte und Temperatur und die gewonnenen Daten werden gemeinsam mit den Bilddaten von Machine-LearningAlgorithmen untersucht, um „Krankheiten, Schädlingsbefall oder andere Probleme, die den Ertrag verringern könnten“ frühzeitig zu erkennen und Gegenmaßnahmen ergreifen zu können. Das Ziel ist, die Produktivität zu steigern und die Kosten zu reduzieren.